# Eugen Dijmărescu
Eugen Dijmărescu (n. 11 februarie 1948, București, România) este un economist român, care a îndeplinit de mai multe ori funcția de ministru în domeniile economice și pe cea de viceguvernator al Băncii Naționale a României. Actualmente, Eugen Dijmărescu s-a pensionat din poziția de director al Fondului de garantare a depozitelor bancare la încheierea mandatului.

## Cariera profesională
Eugen Dijmărescu s-a născut la data de 11 februarie 1948 în capitala României, București. A absolvit în anul 1971 Facultatea de Relații Economice Internaționale din cadrul Academiei de Studii Economice din București. De la absolvirea Facultății, în septembrie 1971 este repartizat ca cercetător științific la Institutul de Economie Mondială din București.
În anul 1978, a obținut titlul de Doctor în economie la Academia de Studii Economice din București. A urmat o serie de specializări post-universitare și anume: Seminarul de Studii Americane din Salzburg (1973), un stagiu la Brookings Institution (1981) și un stagiu la Universitatea de Stat din Arizona, Tempe (1985). Până în 1990, Eugen Dijmărescu a ocupat și poziții ierarhic superioare în cadrul Institutului de Economie Mondială, fiind, vremelnic, și secretar PCR pe institut. 
Revista Bilanț, în numărul său din august 2005, acredita ideea că Institutul de Economie Mondială (IEM) de la București a fost până în anul 1990 o instituție de acoperire pentru fostul serviciu de informații externe din cadrul Securității (DIE/CIE) și a avut regim de unitate militară, presupunând că fusese înființat și organizat după modelul Institutului de economie mondială de la Moscova, condus de faimosul Arbatov. "În afara academicianului Costin Murgescu, plasat ca director general, datorită autorității profesionale, restul personalului lucra în regim cvasimilitar."  În realitate, Institulul de economie mondială a fost înființat în 1964, în contextul distanțării Bucureștiului de Moscova după respingerea de către România a tentativelor “planului Valev” de creare a regiunii agrare a Basarabiei, României și Bulgariei. Principalele sale atribuții erau legate de analiza piețelor și a prețurilor externe pentru a furniza anilize și informații pentru operatorii de comerț exterior și pentru negocierile economice bilaterale și multilaterale ale ministerului coordonator al activității de comerț exterior. 
Este probabil că înainte de 1989 să fi existat două institute cu aceeași denumire, Institutul de Economie Mondială. În timp, această confuzie va trebui lămurită cu competență. Unul era în subordinea Ministerului Comerțului Exterior, cu sediul în clădirea alăturată ministerului, iar celălalt, clona, era cu sediul (probabil) la Băneasa și era în subordinea securității. "Clona" avea o existență conspirativă și era necunoscută de către salariații/cercetătorii institutului din Piața Universității. Se bănuia existența clonei din unele deconspirări involuntare a celor care întrebau pe un salariat al IEM dacă nu cunoaște pe "X" care lucrează și el la institutul de la Băneasa. Datorita similitudinii de nume ale instituțiilor,  Dijmărescu  continuă să fie catalogat drept securist. În lipsa unei clarificări instituționale și-au făcut loc astfel de interpretări sprijinite pe elemente punctuale, așa cum ar putea fi rapoarte de deplasare ale angajaților IEM ajunse în dosarele securității sau chiar rapoartele de cercetare al căror circuit era limitat la cererea beneficiarului sau pentru conținutul unor date și informații considerate de reglementările timpului secrete. Din poziția de șef de serviciu sau membru al biroului PCR pe institut, Dijmărescu era obligat să furnizeze, la cererea organelor de partid și securitate informații despre unii salariați, mai ales în cazurile plecării lor în delegații sau după ce el însuși avea convorbiri cu străini care vizitau institutul, probabil puținele locuri din România unde găseau interlocutori. 
Astfel, în anul 2006, numele lui Eugen Dijmărescu apărea pe faimoasa listă a lui Liviu Turcu, ca persoană care a colaborat cu serviciile de informații înainte de Revoluție. Dijmărescu a respins categoric apartenența sa ca angajat al vreunui organ al serviciilor de informații pe baza următoarelor considerente: Institutul de economie mondială a avut dublă subordonare, către Institutul central de cercetări economice (devenit ulterior Institutul Național de Cercetări Economice) și către Ministerul comerțului exterior și cooperării economice internaționale; prin aceste canale de subordonare a fost posibil ca persoane aparținând ministerului sau altor organizații să tranziteze Institutul în cadrul programului lor de pregătire pentru activitatea viitoare la oficii comerciale din străinătate. Niciunul din angajații permanenți ai Institutului nu a fost într-un atare program și nu au lucrat în străinătate.

## Ministru, parlamentar și ambasador
Eugen Dijmărescu este un fost deputat în legislatura 1990-1992, ales pe listele FSN. Eugen Dijmărescu a demisionat din Camera Deputaților pe data de 31 iulie 1990 și a fost înlocuit de deputatul Mihai Iancu. Eugen Dijmărescu a fost membru în grupurile parlamentare de prietenie cu Republica Chile și Republica Elenă. Eugen Dijmărescu este un fost deputat în legislatura 1992-1996, ales pe listele FSN dar din mai 1993 a devenit membru PD. Eugen Dijmărescu a demisionat pe data de 18 decembrie 1994 și a fost înlocuit de senatorul Ioan Turlacu. În legislatura 1992-1996, Eugen Dijmărescu a inițiat o singură moțiune.
După Revoluție, în perioada ianuarie-martie 1990, Eugen Dijmărescu a fost director la Institutul de Economie Mondială. Apoi în perioada martie - iunie 1990, deține funcția de Ministru Secretar de Stat, Președinte al Agenției de Coordonare a Asistenței Externe.
La 28 iunie 1990, Eugen Dijmărescu este numit în funcția de Ministru de stat, însărcinat cu orientarea economică în guvernul condus de Petre Roman. Între primele măsuri luate figurează abandonarea planificării centralizate, liberalizarea prețurilor și conversia fostelor întreprinderi de stat în societăți comerciale, punîndu-se astfel bazele economiei de piață. Eugen Dijmărescu a propus Guvernului desemnarea lui Mugur Isărescu drept Guvernator al BNR și inițierea unui act legislativ pentru asigurarea independenței de Guvern a băncii centrale, astfel încât politicile pro-ciclice ale guvernelor să fie stăvilite de o autoritate monetară independentă. La 30 aprilie 1991, după remanierea guvernamentală, Dijmărescu este numit în funcția de Ministru de stat, ministrul economiei și finanțelor. Din această calitate negociază și semnează acordul de încetare a grevei organizate de sindicatele miniere din Valea Jiului în luna septembrie 1991, eliminându-se, astfel, cauzele economice ale pretențiilor de destituire a Guvernului Roman. La 16 octombrie 1991, după căderea Guvernului Petre Roman, Eugen Dijmărescu este numit drept consilier de stat al primului ministru Teodor Stolojan.
Eugen Dijmărescu a fost ales deputat independent pe listele FSN în legislatura 1990-1992, dar a demisionat din funcția de deputat de București la data de 31 iulie 1990, în condițiile incompatibilității statutului de membru al guvernului cu cel de parlamentar, prevăzută de regulamemtul de la acea data a forului legislativ. În octombrie 1992 este ales senator de Constanța pe listele PD și a deținut în perioada 1992-1994 funcția de vicepreședinte al Senatului. La 18 decembrie 1994 și-a prezentat demisia din Senat, ca urmare a numirii sale ca ambasador. Totodată. Dijmărescu se retrage definitiv din activitatea politică. 
Până în decembrie 1999, Eugen Dijmărescu a fost Ambasador al României în Japonia, perioadă în care organizează primele emisiuni de obligațiuni românești în Japonia (într-o perioadă dificilă pentru finanțarea externă a României), proiectele de dezvoltare a terminalului de containere din portul Constanța, centurile ocolitoare ale unor reședințe de județ și încurajează primele investiții japoneze de capital în domeniul industriei rulmenților și al celei chimice. După formarea guvernului condus de fostul său coleg de la Institutul de Economie Mondială, Mugur Isărescu, Dijmărescu revine în țară și deține în perioada ianuarie - decembrie 2000, funcția de Secretar de Stat, Șef al Departamentului de Afaceri Europene din Ministerul Afacerilor Externe. Această perioadă coincide cu deschiderea negocierilor de aderare a României la Uniunea Europeană și finalizarea a șase capitole: cap.12 - Statistică, cap.16 - Întreprinderi mici si mijlocii, cap.17 - Știință si cercetare, cap.18 - Educație, formare profesională și tineret, cap.26 - Relații externe, cap. 27 - Politica externă și de securitate comună. 
În ianuarie 2001, primește rangul de Ambasador în cadrul Ministerului Afacerilor Externe. În iunie 2001, este numit Consilier de Stat pentru Politici Economice al Primului Ministru. Apoi, din iunie 2002, lucrează ca Secretar de Stat pentru Politici Economice și Comerț Internațional. La data de 19 iunie 2003, Dijmărescu devine membru al guvernului Adrian Năstase, în calitate de Ministru-Delegat pentru Comerț. Din această calitate el definitivează crearea zonei de liber-schimb în Europa de sud-est și pune bazele Consiliului de export, primul organism de partenariat public-privat în domeniul elaborării legislației și cofinanțării proiectelor de promovare a mărfurilor românești peste hotare.
La 11 octombrie 2004, Eugen Dijmărescu a demisionat din guvern, fiind ales la 28 septembrie 2004 în funcția de viceguvernator al Băncii Naționale a României, poziție deținută până în octombrie 2009 când preia conducerea Fondului de Garantare a Depozitelor în Sistemul Bancar. Într-o perioadă coincidentă cu prima criză globală a sistemului financiar-bancar, Dijmărescu dezvoltă activitățile de risc, trezorerie, audit intern și comunicare. Până la încheierea mandatului său FGDB își majorează de patru ori resursele destinate protecției deponenților bancari și atinge un grad de acoperire a depozitelor garantate printre cele mai asiguratorii din Europa, de peste patru ori nivelul minim solicitat de directivele europene. Totodată, FGDB dobândește noi atribuții pentru restructurarea instituțiilor de credit și devine parte a sistemului național de stabilitate financiară, alături de BNR, Ministerul Finanțelor Publice și Autoritatea de Supraveghere a Piețelor Financiare. FGDB devine o instituție prezentă în dialogul internațional al asociațiilor profesionale specializate.  Dijmărescu a exercitat funcția de președinte al Comitetului Regional pentru Europa al IADI între 2013 și 2015 și a fost ales membru în comitete de lucru specializate ale EFDI și IADI. 
FGDB organizează începând cu 2012, la inițiativa lui Dijmărescu, un concurs de eseuri pentru studenți și doctoranzi,  în domeniul macroeconomiei și al disciplinelor învecinate, în memoria fostului său mentor, Costin Murgescu.
Eugen Dijmărescu este membru al Societății economiștilor din România (SOREC) și al Asociației pentru Relații Internaționale și Drept Internațional (ADIRI). Deține funcția de conducător de doctorat la Institutul Național de Cercetări Economice și de profesor asociat la Universitatea Româno-Americană. Este membru în comitetul editorial al Romanian Journal of European Affairs, publicație destinată dezbaterii problematicii europene și rolului României în UE. Deține funcția de vicepreședinte al Asociației de studii și prognoze economico - sociale (ASPES). 
A publicat numeroase studii și articole pe teme de economie mondială, tranziția la economia de piață și politică externă. Cunoaște limbile engleză și franceză, fapt ce i-a și conferit privilegiul să însoțească la negocieri internaționale pe profil economic demnitari ai statului român.

## Distincții
Eugen Dijmărescu a primit următoarele distincții: 
- Ordinul de Merit” al Republicii Portugheze în grad de Mare Ofițer (15 martie 2000)
- Ordinul Național "Serviciul credincios" în grad de Mare Ofițer (1 decembrie 2000 [2]) pentru servicii deosebite aduse în politica externă a României
- Ordinul "Meritul Industrial și Comercial" în grad de Mare Ofițer, pentru "cea mai spectaculoasă perioadă de creștere de după de cel de-al Doilea Război Mondial" (2 februarie 2007), cu această ocazie fiind decorat întregul Consiliu de Administrație al BNR.[3]
- Ordinul Național “Steaua României” în grad de Cavaler (26 ianuarie 2010) “în semn de înaltă apreciere pentru rezultatele excepționale obtinute în elaborarea și implementarea cu succes a politicilor monetar-bancare, care au asigurat stabilitatea financiară a României”, ocazie cu care au fost decorați și ceilalți membri ai Consiliului de Administrație a BNR și consilieri

## Articole
- Datoria externă (Ed. științifică și enciclopedică, 1977, București –coautor);
- East-West trade: theory and evidence (Bloomington, Indiana,1978 – coautor);
- Preferințe vamale în comerțul internațional (Ed. Științifică și enciclopedică, 1980, București);
- Criza economică mondială (Ed. Științifică și enciclopedică, 1986, București – coautor);
- The political and legal framework of trade relations between the European Communities and Eastern Europe (Dordrecht, 1989 – coautor);
- La diffusione della democrazia attraverso il libero mercato (L’Opinione, vol.14, 1990, Roma);
- Romania’s Economy: Nearing Its Future (1992, Rivista Est-Ovest, no.5, ISDEE, Trieste);
- De la stat la piață (Interesul Public nr.1, 1994, București);
- Globalization and Enlargement: What Future for Eastern Europe? Uniting Europe: A Dream Too Far (Eastern European Economics, vol. 39, no.6, 2001, M.E. Sharpe, Armonk, N.Y.)
- Can EU Membership Shield Emerging Markets form Globalization Risks?, Regional Seminar on Financial Stability, BNR, 2007)
- The Crisis Goes On: How to Respond? (Romanian Journal of European Affairs, vol. 9, nr. 3 2009, IER) [4]
- Deposit Guarantee Schemes Join Financial Safety- Net” (Romanian Journal of European Affairs, vol.11, no.1, 2011, IER) [5]
- Prăbușirea inevitabilă a sistemului centralizat al economiei, 2011 [6]
- Sistemul financiar internațional în derivă? (Ed. CIDE, 2019 - coordonator și autor)
- Transformarea monedei fiduciare, vol. I și II (Ed. CIDE, 2021, 2022 - coordonator și autor)
- Modelul economic românesc în Uniunea Europeană. România – Orizont 2040 (Ed. Economică, București, 2021 - coautor)
- Piața Unică la 30 ani (Ed.CIDE, 2023 - coordonator și autor)
- Euro - liantul stabilității (Ed. Academiei, 2024 - coordonator și autor)